# Resolució 2076 del Consell de Seguretat de les Nacions Unides
La Resolució 2076 del Consell de Seguretat de les Nacions Unides fou adoptada per unanimitat el 20 de novembre de 2012. Després d'observar amb preocupació els greus esdeveniments a l'est de la República Democràtica del Congo, el Consell va exigir la retirada immediata del grup armat conegut com a Moviment 23 de març (M23) de la ciutat congolesa oriental de Goma i el cessament de qualsevol avenç addicional, la restauració de l'autoritat estatal a Kivu del Nord i la dissolució de les milícies.
El Consell va condemnar amb duresa la presa de la ciutat de Goma el 20 de novembre de 2012 i qualsevol suport extern al Moviment 23 de març, que havia fet augmentar novament el flux de refugiats a la regió, les violacions dels drets humans, del dret internacional humanitari i la violència contra les dones i nens, així com l'ús de nens soldat. El Consell també va preveure mesures i va anunciar també les possibles sancions dirigides contra els líders de M23 i els que els recolzin en el marc de la Comissió 1533.